# Taeniophyllum complanatum
Taeniophyllum complanatum är en orkidéart som beskrevs av Noriaki Fukuyama. Taeniophyllum complanatum ingår i släktet Taeniophyllum och familjen orkidéer. Inga underarter finns listade i Catalogue of Life.